# The Beautiful Life
The Beautiful Life est une série télévisée américaine en cinq épisodes de 44 minutes créée par Adam Giaudrone et Mike Kelley et produite par Ashton Kutcher dont seulement 2 épisodes ont été diffusés les 16 et 23 septembre 2009 sur The CW et les épisodes restant le 16 et 18 décembre 2009 sur YouTube.
La série suit la vie d'un groupe de mannequins qui partagent la même résidence à New York. La série est officiellement annulée par The CW après seulement deux épisodes diffusés et six épisodes tournés.
Cette série est inédite dans tous les pays francophones.

## Synopsis
Chris Andrews est découvert par une agence de top model alors qu’il est en vacances à New York avec sa famille. Là, il rencontre Raina Marinelli qui vient d’avoir sa place dans le défilé de mode Zac Posens. Marissa Delfina et Raina Marinelli sont toutes deux sur une grande campagne de Versace, mais on découvre que Sonja Stone est de retour alors qu’elle a disparu mystérieusement de scène il y a quelques mois...

## Distribution

### Acteurs principaux
- Mischa Barton : Sonja Stone
- Sara Paxton : Raina Marinelli
- Ben Hollingsworth : Chris Andrews
- Ashley Madekwe : Marissa Delfina
- Nico Tortorella : Cole Shepherd
- Elle Macpherson : Claudia Foster
- Corbin Bleu : Isaac Taylor

## Développement

### Production
The CW a commandé le pilote avec Ashton Kutcher comme producteur exécutif.
Le 25 septembre 2009, la série se voit annulée après la diffusion de deux épisodes. Cinq épisodes ont déjà été tournés, et le sixième était en tournage. Les épisodes restants ont été mis en ligne sur le service YouTube.

### Casting
Mischa Barton, connue pour avoir joué dans la série Newport Beach (The O.C.), est la première personne à rejoindre la distribution, en révélant qu'elle ne fait pas partie de la distribution du spin-off de Melrose Place, Melrose Place : Nouvelle Génération,. Corbin Bleu, connu pour avoir joué dans High School Musical, rejoint également la distribution. Elle Macpherson rejoint également la distribution, où elle devrait incarner Claudia, la propriétaire de l'agence Focus Models.
Demi Moore jouera le rôle d'une ancienne mannequin accro à la chirurgie esthétique, son rôle est très proche de l'ancienne mannequin Janice Dickinson.
Eric Balfour rejoint la distribution pour quelques épisodes. Il a joué dans les saisons 1 et 6 de 24 heures chrono.

## Épisodes
1. Pilot
2. The Beautiful Aftermath
3. The Beautiful Lie non diffusée
4. The Beautiful Triangle non diffusée
5. The Beautiful Campaign non diffusée

## Commentaires
Le premier épisode a réuni seulement 1,5 million de téléspectateurs aux États-Unis.
La série aurait pu avoir un crossover avec la série Gossip Girl.